# Georges Colomb (fumettista)
Marie Louis Georges Colomb, detto Christophe (Lure, 1856 – Nyons, 1945), è stato un botanico e fumettista francese.
Docente di scienze naturali, è ricordato come uno dei padri del fumetto. 
Creò i personaggi di Monsieur Fenouillard, Camember, Le Savant Cosinus, dando loro un forte accento comico.
Tra i suoi lavori più noti, La Famille Fenouillard, divenuto un classico della letteratura per l'infanzia e un modello per opere successive come Tintin di Hergé.